# Lennie Hayton
Lennie Hayton (New York, 13 febbraio 1908 – Palm Springs, 24 aprile 1971) è stato un compositore statunitense di colonne sonore cinematografiche.
Nel 1947 sposò la prima grande star afroamericana, la cantante, attrice e ballerina Lena Horne, nota per il suo impegno di attivista contro la discriminazione razziale.

## Filmografia parziale
- Il ritorno del lupo (Whistling in Dixie), regia di S. Sylvan Simon - colonna sonora (1942)
- Il pirata (The Pirate), regia di Vincente Minnelli (1948)
- Bastogne (Battleground), regia di William A. Wellman (1949)
- Marito per forza (Love Is Better Than Ever), regia di Stanley Donen - musiche (1952)
- Fatta per amare (Easy to Love) di Charles Walters - direttore musicale (1953)

## Premi Oscar Miglior Colonna Sonora

### Vittorie
- Un giorno a New York (1950)
- Hello, Dolly! (1970)

### Nomination
- Le ragazze di Harvey (1947)
- Il pirata (1949)
- Cantando sotto la pioggia (1953)
- Un giorno... di prima mattina (1969)